# 薛仁貴征東 (香港電視劇)
《薛仁贵征东》（英語：Legend Of The General Who Never Was），香港電視廣播有限公司古裝電視劇，此劇於1985年4月29日首播，為薛家三部曲之首部曲，由萬梓良、鄧萃雯領銜主演，蕭顯輝監製。每集平均收視達60點，成為tvb1985年全年收視冠軍。

## 劇情簡介
唐朝太宗年間，某夜唐太宗（刘兆铭饰）夢見自己身陷險境，不过幸得一白衣少年所救。于是，太宗命令徐茂公（陈中坚饰）帮助解夢，不料顯示国家將会有战乱，而梦中的白衣少年为助国之人，因此必須找到該少年帮助平亂。太宗命令張士貴（秦沛饰）帮助前往找该少年。原來此應夢賢臣乃大將軍程咬金（秦煌饰）之救命恩人薛仁貴（万梓良饰），仁貴帶著咬金所贈之令箭投入軍队，期間更誤墮入地洞而得到奇遇。他在洞中意外地得到九牛二虎的神力，從此力大無窮，更得太宗賞識，成為一代名將。仁貴出戰高麗应战蓋蘇文（朱铁和饰），幾經惡鬥後仁贵終將蘇文擊敗。至于感情方面，仁貴鍾情於少年妻子柳金花（邓萃雯饰），但後來事業得以成功后，又有不少女子投懷送抱，使他深感煩惱。金花眼見丈夫成為名將本該高興，但又怕他富貴後不認妻。

## 考據
歷史真實中的薛仁貴，出身窮苦農民，太宗徵高麗時從軍。在遼東戰場上屢立奇功，曾身著白盔白甲橫掃敵陣，仁貴武藝高強，曾一箭射穿五層甲。引起太宗注意，將其調入禁軍。高宗繼位後，薛仁貴多次出征高麗，多有斬獲。鐵勒叛亂，仁貴率軍平叛，對方派驍騎數十前來挑戰，仁貴連發三箭，射死三人，嚇得其餘人全部投降，薛仁貴將其全部坑殺。不久即平定叛亂，此即為“三箭定天山”。高宗乾封元年（666年），與李績等同伐高麗，連敗高麗軍於新城、扶餘，經兩年奮戰，終於平定高麗，薛仁貴鎮守平壤，指揮高麗境內的常駐唐軍。咸亨元年（670年），薛仁貴率唐軍十萬征討吐蕃，但由於副將郭待封私自行事，仁貴部被吐蕃軍四十萬所圍，唐軍大敗，戰後薛仁貴被撤職。不久高麗叛亂，薛仁貴再次被啟用，但不久後又因罪被流放。直到開耀元年（681年），六十八歲的薛仁貴才因大赦回朝，率軍抗擊突厥。突厥聽說領軍的是薛仁貴，嚇得四散而逃，唐軍大獲全勝。永淳二年（683年）病死，年七十。

## 演员表
- 刘兆铭 饰 李世民，唐太宗
- 陈中坚 饰 徐茂公
- 秦沛 饰 张士贵
- 秦煌 饰 程咬金
- 万梓良 饰 薛仁贵
- 朱铁和 饰 盖苏文
- 邓萃雯 饰 柳金花
- 谭炳文 饰 秦叔宝
- 谭一清 饰 尉迟恭
- 骏雄 饰 董逵
- 廖启智 饰 周青
- 骆应钧 饰 薛万彻
- 陶大宇 饰 何宗宪
- 吴家丽 饰 张宝钗
- 黄敏仪 饰 梅月英
- 罗国维 饰 柳父
- 羅蘭 饰 顾母
- 劉淑儀 饰 春姑
- 黎美娴 饰 侍女
- 冯志丰 饰 薛丁山
- 何贵林 饰 柳兄
- 蒋俊国 饰 将领

## 電視節目的變遷
| 香港無綫電視翡翠台 星期一至五 20:30-21:30 時段 | 香港無綫電視翡翠台 星期一至五 20:30-21:30 時段 | 香港無綫電視翡翠台 星期一至五 20:30-21:30 時段 |
| ---------------------------------------------- | ---------------------------------------------- | ---------------------------------------------- |
|                                                | 薛仁贵征东 (1985.04.29- 1985.05.24)            |                                                |
| 好女当差 (1985.04.01 - 1985.04.26)             | 大香港 (1985.05.27 - 1985.07.05)               |                                                |